# Alberto Casado
Alberto Casado Sánchez (Madrid, España, 7 de noviembre de 1983) es un guionista de comedia, cómico y actor español, con una amplia trayectoria en televisión, radio y espectáculos en directo. Es especialmente conocido por formar junto a Rober Bodegas el dúo humorístico Pantomima Full.

## Biografía
Se licenció en Comunicación Audiovisual en la Universidad Europea de Madrid. Después de licenciarse, hizo el máster de guion de Globomedia. Como proyecto final realizó junto con Mario Díaz y José Lozano un cortometraje titulado Suplentes.
Participó como guionista en el programa Sé lo que hicisteis..., de La Sexta hasta principios de 2011,  cuando anunció en Twitter que dejaba el programa por decisión propia. Presentó durante el último trimestre de 2010 De lo que Ángel se cansó, un esqueje de la sección de Ángel Martín, y se encargó todo el mismo año de presentar junto a Patricia Conde los viernes, en sustitución de Ángel.
En Sé lo que hicisteis... fue el sustituto de Ángel Martín como analista de medios durante sus vacaciones en julio de 2008 y 2009, pero en verano de 2010 sólo presentaba los 20 primeros minutos del programa, ya que el resto de la sección de Ángel la presentaba Ricardo Castella con Berta Collado, además de presentar el ¿Qué está pasando? en sustitución de Dani Mateo ya acompañado por Ricardo Castella (hasta irse de vacaciones el mes de julio). Antes también hacía las secciones de Corazón (dentro también de la de Ángel Martín) y Autocrítica, e interpretaba a uno de los paparazzi junto con Mario Díaz y José Lozano, sus compañeros en Suplentes.
Trabajó junto a Rober Bodegas y Ángel Martín en el sitio Solocomedia.com y actualmente trabaja con Rober Bodegas en el canal de Youtube Pantomima Full, el cual se ha convertido en una gira de comedia por los teatros españoles.
Desde enero de 2014, trabajó como guionista de Ciento y la madre en Cuatro hasta su cancelación a los cuatro episodios.
Desde diciembre de 2018 hasta junio de 2019 presentó el espacio de televisión Ese programa del que usted me habla, en La 2 de TVE.
Desde 2019 presenta la segunda temporada del programa El cielo puede esperar en #0 de Movistar+.

## Programas de televisión
| Año           | Serie                               | Canal     | Notas                   |
| ------------- | ----------------------------------- | --------- | ----------------------- |
| 2007 - 2011   | Sé lo que hicisteis...              | laSexta   | Guionista / Colaborador |
| 2018 - 2019   | La resistencia                      | #0        | Colaborador             |
| 2018 - 2019   | Ese programa del que usted me habla | La 2      | Presentador             |
| 2019-2020     | El cielo puede esperar              | #0        | Presentador             |
| 2020-presente | Yu: No te pierdas nada              | Europa FM | Presentador             |

## Cine
- Cine social de David Galán Galindo
- Buen gusto de David Galán Galindo
- ShortCitroen.com de David Galán Galindo
- Hasta que la muerte nos separe de David Galán Galindo
- Mamá o papá de Dani de la Orden

## Series de televisión
| Año  | Serie                  | Canal              | Personaje           | Notas        |
| ---- | ---------------------- | ------------------ | ------------------- | ------------ |
| 2015 | Gym Tony               | Cuatro             |                     | 3 episodios  |
| 2019 | Paquita Salas          | Netflix            | Creativo            | 1 episodio   |
| 2020 | Pequeñas coincidencias | Amazon Prime Video | Vecino Urbanización | 1 episodio   |
| 2021 | La reina del pueblo    | Flooxer            | José Luis           | 4 episodios  |
| 2021 | Todo lo otro           | HBO España         | Narrador            | ¿? episodios |

## Premios
- Antena de Plata 2009.